# Hymenoepimecis robertsae
Hymenoepimecis robertsae là một loài tò vò trong họ Ichneumonidae.